# 阿諾納 (佛羅里達州)
阿諾納（英語：Anona）是位於美國佛羅里達州皮尼拉斯縣的一個非建制地區。該地的面積和人口皆未知。

## 地理
阿諾納的座標為27°53′42″N 82°49′50″W / 27.89500°N 82.83056°W，而該地的平均海拔高度為5米（即16英尺）。